# Horst Lehr
Horst Justin Junior Lehr (Ludwigshafen am Rhein, 6 dicembre 1999) è un lottatore tedesco, specializzato nella lotta libera.

## Biografia
E' allenato da Jürgen Scheibe dal 2014. Gareggia per il VFK Schieferstadt.
Ai campionati europei di Roma 2020 ha vinto la medaglia di bronzo nel torneo dei 57 chilogrammi. L'anno successivo ha ottenuto il bronzo iridato ai mondiali di Oslo 2021 nella stessa categoria.

## Palmarès
- Mondiali

Oslo 2021: bronzo nei 57 kg.
- Europei

Roma 2020: bronzo nei 57 kg.
- Giochi mondiali militari

Wuhan 2019: bronzo nei 57 kg.